# مدار ۳۱ درجه شمالی
مدار ۳۱ درجه شمالی، دایره‌ای از عرض جغرافیایی است که در ۳۱ درجهٔ شمالی خط استوا قرار دارد.

## گذر از مناطق
از نصف‌النهار مبدأ شروع می‌شود و به سمت مشرق ۳۱ درجه شمالی از موارد زیر گذر می‌کند:
| مختصات‌ها                                             | کشور، قلمرو یا دریا | توضیحات |
| ---------------------------------------------------- | ------------------- | --- |
| ۳۱°۰′ شمالی ۰°۰′ شرقی / ۳۱٫۰۰۰°شمالی ۰٫۰۰۰°شرقی      | الجزایر             | |
| ۳۱°۰′ شمالی ۹°۲۲′ شرقی / ۳۱٫۰۰۰°شمالی ۹٫۳۶۷°شرقی     | تونس                | |
| ۳۱°۰′ شمالی ۱۰°۱۷′ شرقی / ۳۱٫۰۰۰°شمالی ۱۰٫۲۸۳°شرقی   | لیبی                | |
| ۳۱°۰′ شمالی ۱۷°۳۳′ شرقی / ۳۱٫۰۰۰°شمالی ۱۷٫۵۵۰°شرقی   | مدیترانه            | خلیج سیدرا |
| ۳۱°۰′ شمالی ۲۰°۸′ شرقی / ۳۱٫۰۰۰°شمالی ۲۰٫۱۳۳°شرقی    | لیبی                | |
| ۳۱°۰′ شمالی ۲۴°۵۶′ شرقی / ۳۱٫۰۰۰°شمالی ۲۴٫۹۳۳°شرقی   | مصر                 | |
| ۳۱°۰′ شمالی ۲۸°۴۳′ شرقی / ۳۱٫۰۰۰°شمالی ۲۸٫۷۱۷°شرقی   | مدیترانه            | |
| ۳۱°۰′ شمالی ۲۹°۳۵′ شرقی / ۳۱٫۰۰۰°شمالی ۲۹٫۵۸۳°شرقی   | مصر                 | |
| ۳۱°۰′ شمالی ۳۴°۲۱′ شرقی / ۳۱٫۰۰۰°شمالی ۳۴٫۳۵۰°شرقی   | اسرائیل             | |
| ۳۱°۰′ شمالی ۳۵°۲۴′ شرقی / ۳۱٫۰۰۰°شمالی ۳۵٫۴۰۰°شرقی   | اردن                | |
| ۳۱°۰′ شمالی ۳۷°۳۰′ شرقی / ۳۱٫۰۰۰°شمالی ۳۷٫۵۰۰°شرقی   | عربستان سعودی       | |
| ۳۱°۰′ شمالی ۴۲°۱۴′ شرقی / ۳۱٫۰۰۰°شمالی ۴۲٫۲۳۳°شرقی   | عراق                | |
| ۳۱°۰′ شمالی ۴۷°۴۲′ شرقی / ۳۱٫۰۰۰°شمالی ۴۷٫۷۰۰°شرقی   | ایران / عراق border | |
| ۳۱°۰′ شمالی ۴۸°۱′ شرقی / ۳۱٫۰۰۰°شمالی ۴۸٫۰۱۷°شرقی    | ایران               | |
| ۳۱°۰′ شمالی ۶۱°۵۰′ شرقی / ۳۱٫۰۰۰°شمالی ۶۱٫۸۳۳°شرقی   | افغانستان           | |
| ۳۱°۰′ شمالی ۶۶°۳۵′ شرقی / ۳۱٫۰۰۰°شمالی ۶۶٫۵۸۳°شرقی   | پاکستان             | ایالت بلوچستان پاکستان پنجاب (پاکستان)                                                                                                |
| ۳۱°۰′ شمالی ۷۴°۳۳′ شرقی / ۳۱٫۰۰۰°شمالی ۷۴٫۵۵۰°شرقی   | هند                 | پنجاب (هند) هیماچال پرادش اوتاراکند                                                                                                   |
| ۳۱°۰′ شمالی ۷۹°۳۲′ شرقی / ۳۱٫۰۰۰°شمالی ۷۹٫۵۳۳°شرقی   | چین                 | منطقه خودمختار تبت سیچوآن چونگ‌کینگ هوبئی آن‌هوئی چجیانگ جیانگسو Zhejiang - حدود 5 km Jiangsu - حدود 5 km Zhejiang - حدود 11 km شانگهای |
| ۳۱°۰′ شمالی ۱۲۱°۵۳′ شرقی / ۳۱٫۰۰۰°شمالی ۱۲۱٫۸۸۳°شرقی | دریای چین شرقی      | |
| ۳۱°۰′ شمالی ۱۳۰°۳۹′ شرقی / ۳۱٫۰۰۰°شمالی ۱۳۰٫۶۵۰°شرقی | ژاپن                | Cape Sata, the southernmost point of the جزیرهٔ کیوشو                                                                                  |
| ۳۱°۰′ شمالی ۱۳۰°۴۱′ شرقی / ۳۱٫۰۰۰°شمالی ۱۳۰٫۶۸۳°شرقی | اقیانوس آرام        | |
| ۳۱°۰′ شمالی ۱۱۶°۲۰′ غربی / ۳۱٫۰۰۰°شمالی ۱۱۶٫۳۳۳°غربی | مکزیک               | شبه‌جزیره باخا کالیفرنیا |
| ۳۱°۰′ شمالی ۱۱۴°۵۰′ غربی / ۳۱٫۰۰۰°شمالی ۱۱۴٫۸۳۳°غربی | خلیج کالیفرنیا      | |
| ۳۱°۰′ شمالی ۱۱۳°۶′ غربی / ۳۱٫۰۰۰°شمالی ۱۱۳٫۱۰۰°غربی  | مکزیک               | |
| ۳۱°۰′ شمالی ۱۰۵°۳۳′ غربی / ۳۱٫۰۰۰°شمالی ۱۰۵٫۵۵۰°غربی | ایالات متحده آمریکا | تگزاس لوئیزیانا میسیسیپی (ایالت) / Louisiana border Mississippi آلاباما Alabama / فلوریدا border جورجیا                               |
| ۳۱°۰′ شمالی ۸۱°۲۸′ غربی / ۳۱٫۰۰۰°شمالی ۸۱٫۴۶۷°غربی   | اقیانوس اطلس        | |
| ۳۱°۰′ شمالی ۹°۴۹′ غربی / ۳۱٫۰۰۰°شمالی ۹٫۸۱۷°غربی     | مراکش               | |
| ۳۱°۰′ شمالی ۳°۳۳′ غربی / ۳۱٫۰۰۰°شمالی ۳٫۵۵۰°غربی     | الجزایر             | |